# ابر ناتاشا
ابر ناتاشا (انگلیسی: Natasha Cloud؛ زادهٔ ۲۲ فوریهٔ ۱۹۹۲) بازیکن بسکتبال اهل ایالات متحده آمریکا است.